# Crni Lug (Bosansko Grahovo)
Crni Lug es un pueblo ubicado en el municipio de Bosansko Grahovo, en el cantón 10, Bosnia y Herzegovina.

## Superficie
Posee una superficie de 24,05 kilómetros cuadrados.

## Demografía
Hasta 2013 la población era de 55 habitantes, con una densidad de población de 2,3 habitantes por kilómetro cuadrado.